# Радянське (Буринський район)
Радя́нське — колишнє село в Україні, у Буринському районі Сумської області. Підпорядковувалось Слобідській сільській раді.
Станом на 1983 рік в селі проживало 80 людей. 1988 року село зняте з обліку.

## Географічне розташування
Радянське знаходилося за 1,5 км від села Слобода.